# Beatitudine (trattamento)
Sua Beatitudine è un trattamento riservato ai patriarchi cristiani di rito orientale, oltre che per il patriarca di Gerusalemme dei Latini. Si usa tanto per i patriarchi cattolici quanto per i patriarchi ortodossi, a meno che non godano del trattamento di "Sua Santità".

## Utilizzi

### Nella Chiesa cattolica

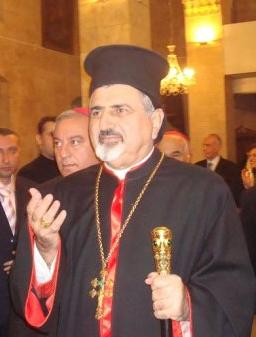
Il patriarca della Chiesa cattolica sira, Sua beatitudine Ignace Youssif III Younan.

Nella Chiesa cattolica il trattamento di «sua beatitudine» spetta ai patriarchi di rito orientale, che lo mantengono anche dopo l'eventuale nomina a cardinale.
Tale titolo spetta, unico caso tra i prelati di rito latino, anche al patriarca della sede di Gerusalemme dei Latini, istituita nel 1099, diventata in seguito semplice sede titolare, poi ristabilita il 23 luglio 1847 da Pio IX.
Il medesimo trattamento spetta agli arcivescovi maggiori che sono a capo di una Chiesa sui iuris (che in genere porta il titolo di primate) senza titolo di patriarca. Non spetta invece ai patriarchi di rito latino (Venezia, Lisbona e Indie orientali), che hanno trattamento pari a quello di arcivescovo.